# Calvé

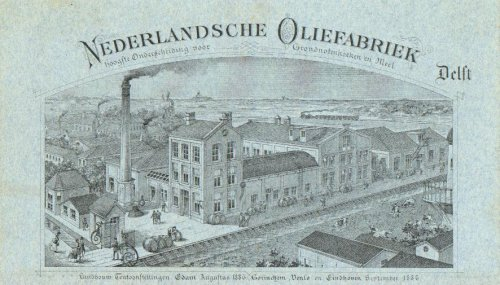
Afbeelding van de Nederlandsche Oliefabriek te Delft, eind negentiende eeuw

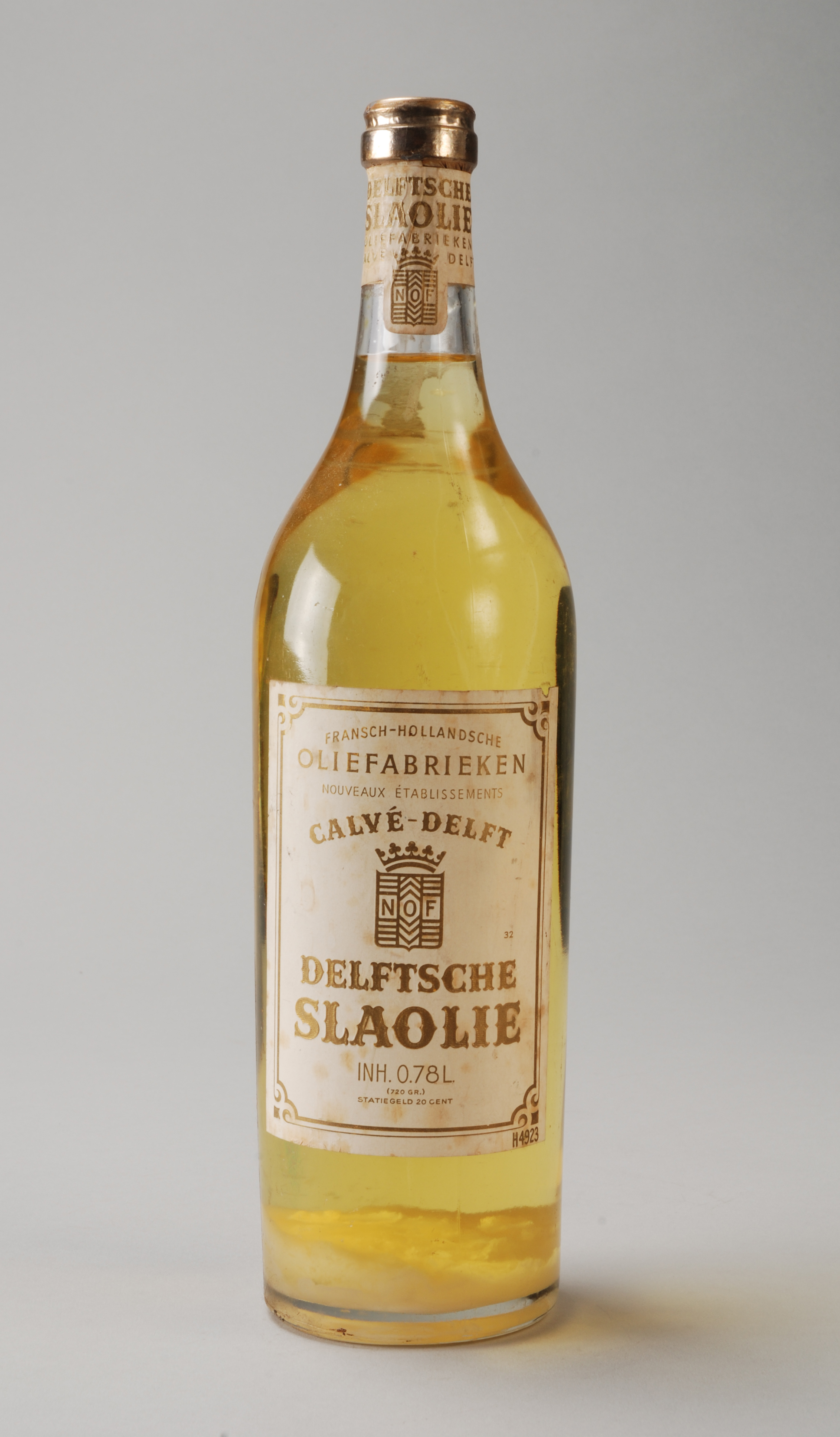
Fles 'Delftsche Slaolie', 1945 - 1950

Calvé was een Nederlandse olie- en pindakaasfabriek. Multinational Unilever gebruikt de naam als merk voor onder andere mayonaise, sauzen, dressings en pindakaas. De naam werd in 1925 gedeponeerd. Hij kent zijn oorsprong in Frankrijk, waar de fabriek van de gebroeders Calvé in Laubardemont (Sablons) zich sinds 1893 bevindt. Deze fabriek fuseerde in 1897 met de 'Nederlandse Oliefabriek' in Delft, die tot 2008 in bedrijf was. Na bijna 125 jaar sloot de fabriek in Delft waarna de gebouwen werden afgebroken. De fabriek stond naast Gist-Brocades, de voormalige Koninklijke Nederlandsche Gist- en Spiritusfabriek.

## Geschiedenis
De 'Nederlandsche Oliefabriek' (NOF) werd in 1883 te Delft opgericht door Jacques van Marken, eigenaar van de Gist- en Spiritusfabriek, met de bedoeling om olie te produceren uit aardnoten. Een chemicus met financiële achtergrond, dr. Jan Tutein Nolthenius, die in het bedrijf van Van Marken geïnteresseerd was, ging voor het bestuderen van het productieproces van kunstboter op aanraden van Van Marken op bezoek bij het Franse bedrijf 'Calvé'. 
Voor een nieuw op te richten bedrijf werd het benodigde startkapitaal van 400.000 gulden bijeengebracht door Van Marken, het Bankiershuis Tutein Nolthenius uit Amsterdam, de uitgifte van aandelen van elk 2500 gulden, en de inbreng van 200.000 gulden door mr. Gaston Thubé, een directielid van het Franse bedrijf Serpette, Lorois, Lourmand & Co. Deze had reeds het plan om in Nederland een soortgelijke fabriek te stichten, zoals hij tijdens het bezoek van Nolthenius aan zijn bedrijf liet blijken. Door Van Marken werd voorgesteld het stichtingskapitaal te verhogen tot 500.000, waarvoor de Rotterdamsche bank R. Mees & Zoonen garant stond en waarmee zijn inbreng groter werd dan de 12,5 procent die hij tot dan toe bezat. Van Marken werd adviseur, en Nolthenius en Thubé directeur van de oliefabriek. Al kort na de start van de productie in 1884 nam Van Marken de supervisie over omdat er te veel mis ging, zoals een brand op 17 augustus 1884 die de hele fabriek in de as legde.
Vijfentwintig jaar na de oprichting van de Hollandsche Oliefabriek (HOF) ging deze op 1 januari 1898 op in de nieuwe Nederlandsche naamlooze vennootschap Fransch-Hollandsche Oliefabrieken: Nouveaux Établissements Calvé-Delft door fusie met de Franse onderneming van de gebroeders Emmanuel en Georges Calvé, later omgedoopt tot Nederlandsche Oliefabrieken (NOF) Calvé-Delft of kortweg Calvé. Per 1928 nam de Margarine Unie – Unilever – (opgericht door Van den Bergh & Jurgens) NOF Calvé over van de Erven Van Marken. Calvé Delft werd een houdstermaatschappij van aandelen Unilever.
Evenals de werknemers van de Gistfabriek vielen ook de werknemers van de Oliefabriek onder de maatschappelijk verantwoorde visie van Van Marken met onder andere een degelijke huisvesting en goede pensioenvoorziening. In 1920 telde het bedrijf 1.226 werknemers, meer dan de 837 bij de Gistfabriek.
De eigenaren erkenden in de jaren 1930 de dreiging die uitging van nazi-Duitsland en schaften samen met zeven andere  bedrijven vlak voor de oorlog een aantal Oerlikon 20mm luchtafweerstukken aan. Deze werden ook op het terrein van de fabrieken geplaatst. Medewerkers van Calvé konden vrijwillig dienstnemen bij de Vrijwillig Landstormkorps Luchtafweerdienst (op 1 maart 1939 opgericht) om door het ministerie van Defensie te worden opgeleid tot luchtafweerschutter. Op 10 mei, de eerste dag van de oorlog, schoten de luchtafweergeschutten van de drie Delftse pelotons in totaal vijftien Duitse vliegtuigen uit de lucht.  De fabrieken bleven tijdens de oorlog doorproduceren, maar aangepast aan de omstandigheden. Zo ging de slaolie van Calvé op de bon. en ontstond er eind 1943 nationale verontwaardiging over zwendel die Calvé zou hebben gepleegd, nadat de machines een voorraad raapolie niet exact in porties van 180 ml hadden kunnen verdelen. De fabrieken kwamen verder redelijk ongeschonden de oorlog door.
In 1948 begon Calvé-Delft met de productie van pindakaas. De geur werd in Delft een bekend fenomeen. Aangezien bij de extractie van aardnotenolie aardnotenschroot overblijft dat als veevoeder kan worden gebruikt, ontwikkelde zich ook een mengvoederafdeling. Deze fuseerde in 1963 met U. Twijnstra's Oliefabriek N.V. tot UTD.
In 1965 werden Calvé en De Betuwe door Unilever samengevoegd tot Calvé-De Betuwe. In 1970 werd ook de verkoop van de merken Del Monte (De Betuwe had een verkooplicentie voor de Benelux verkregen), Royco (instant soep) en Norico (kant-en-klaar maaltijden) bij Calvé-De Betuwe ondergebracht.
Op 9 oktober 2007 maakte het Brits-Nederlandse concern Unilever bekend dat de Calvé-fabriek in Delft in 2008 zou worden gesloten. Op 23 mei 2008 rolden de laatste potten pindakaas van de band. De sluiting van de fabriek vond plaats in het kader van een omvangrijke reorganisatie. In 2009 werden de fabrieksgebouwen gesloopt, op het Moniergebouw en het Ontvangstgebouw na. Het Moniergebouw werd in 2009 op de gemeentelijke monumentenlijst geplaatst. Voor de herontwikkeling van het terrein door DSM is in 2013 besloten de monumentale status in te trekken en het gebouw alsnog te slopen. Het Ontvangstgebouw bevat een wandkunstwerk ter gelegenheid van de opening in 1956.

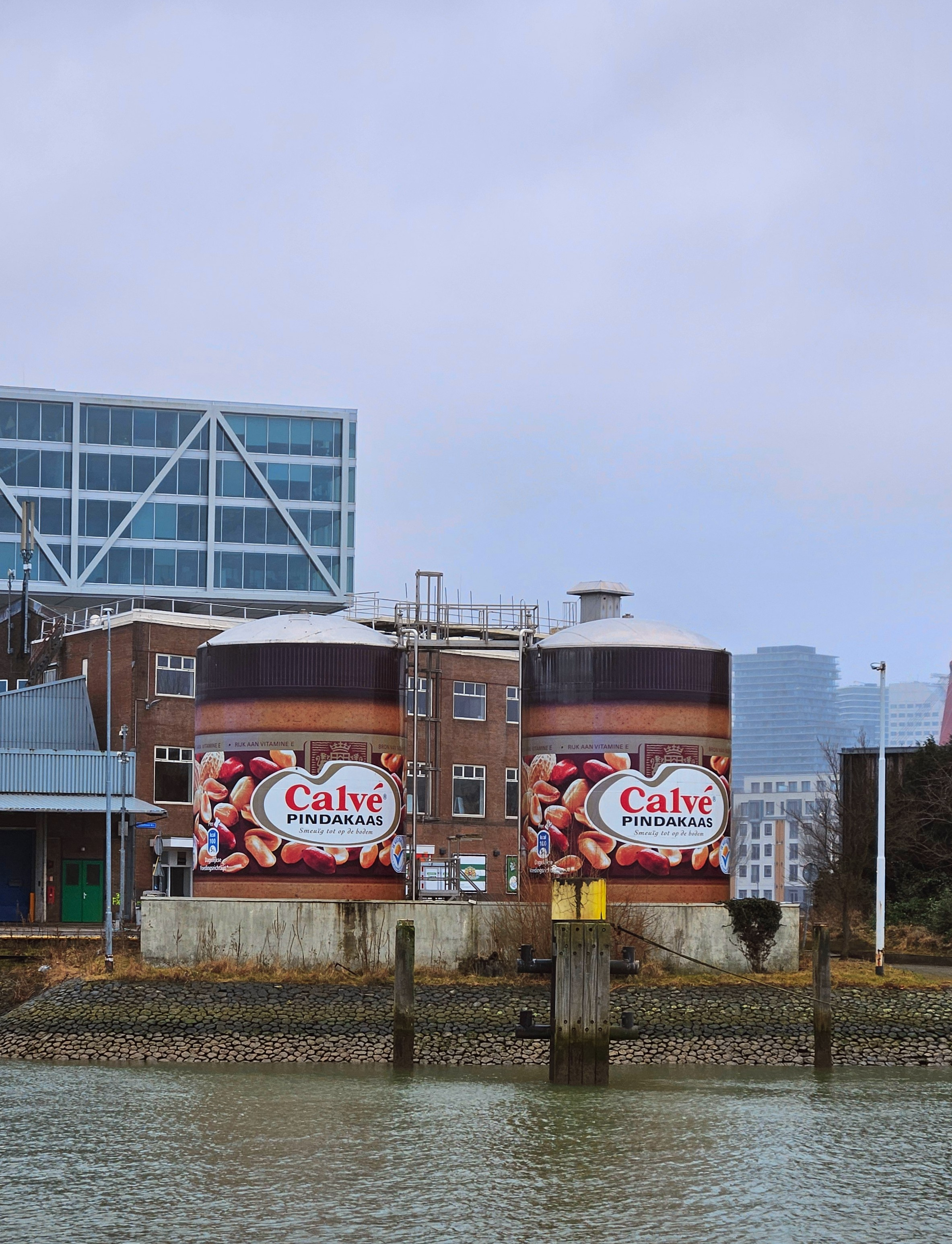
Twee silo's bij het Unilever-kantoor en de Blue Bandfabriek in Rotterdam die zijn vormgegeven als potten Calvé-pindakaas

De letters NOF zijn nog steeds terug te vinden in het wapenlogo op bijvoorbeeld een pot pindakaas. Het bedrijf produceerde sindsdien sauzen, margarines en tomatenketchup. Aanvankelijk was het bedrijf vooral bekend van de Delftsche Sla-olie die er werd vervaardigd.
De productie van pindakaas werd overgenomen door de Blue Bandfabriek in Rotterdam, ten koste van zo'n 170 banen in Delft. De naam Calvé bleef behouden. De sauzenproductie werd verplaatst naar fabrieken in Spanje, Tsjechië en Duitsland.

## Reclamecampagnes
De slaolie werd aan de man gebracht met grote reclame-acties, waarvan de affiches van Jan Toorop bekend zijn gebleven. De jugendstil, waarvan hij gebruik maakte, werd door deze reclame in Nederland bekend als slaolie-stijl, waarmee vooral werd gedoeld op de gestileerde lange haren van de dromerige vrouwen op het affiche. Overigens werden ook andere bekende kunstenaars ingeschakeld voor de slaolie-affiches, zoals G.H. Breitner, Lothar Meggendorfer, Theo Nieuwenhuis, Jan Rinke en Jacques Zon.
De gratis boekjes over de avonturen van Arretje Nof kon men sparen met zegeltjes die men kon vinden op de verpakking om de margarine van de NOF. Johan Fabricius schreef en tekende de boekjes in 1926 en 1927 in opdracht van de fabriek.

### Galerij van reclamemateriaal

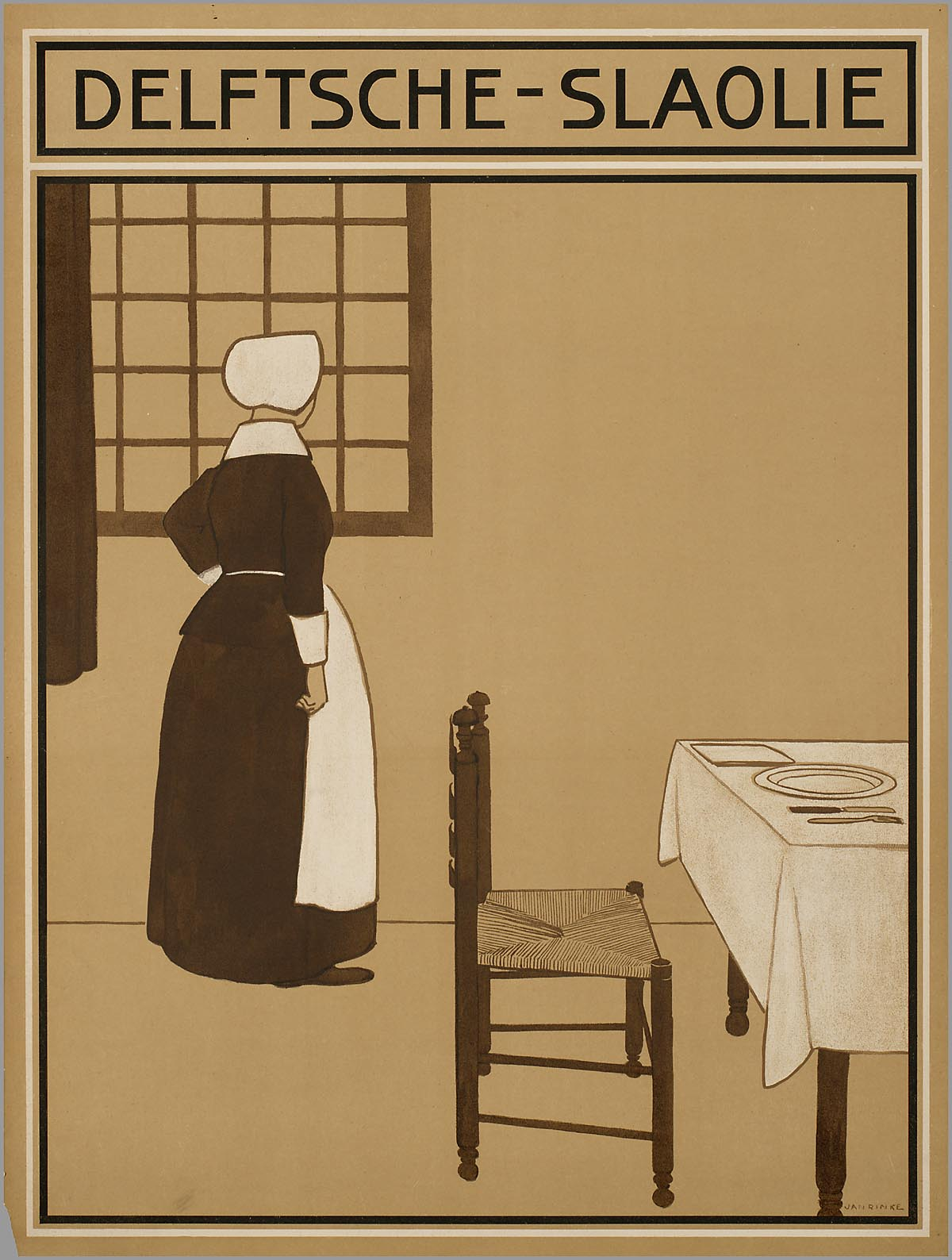
Affiche: Delftsche - slaolie. Oliefabriek Calvé (Delft), Jan Rinke (1863-1922).
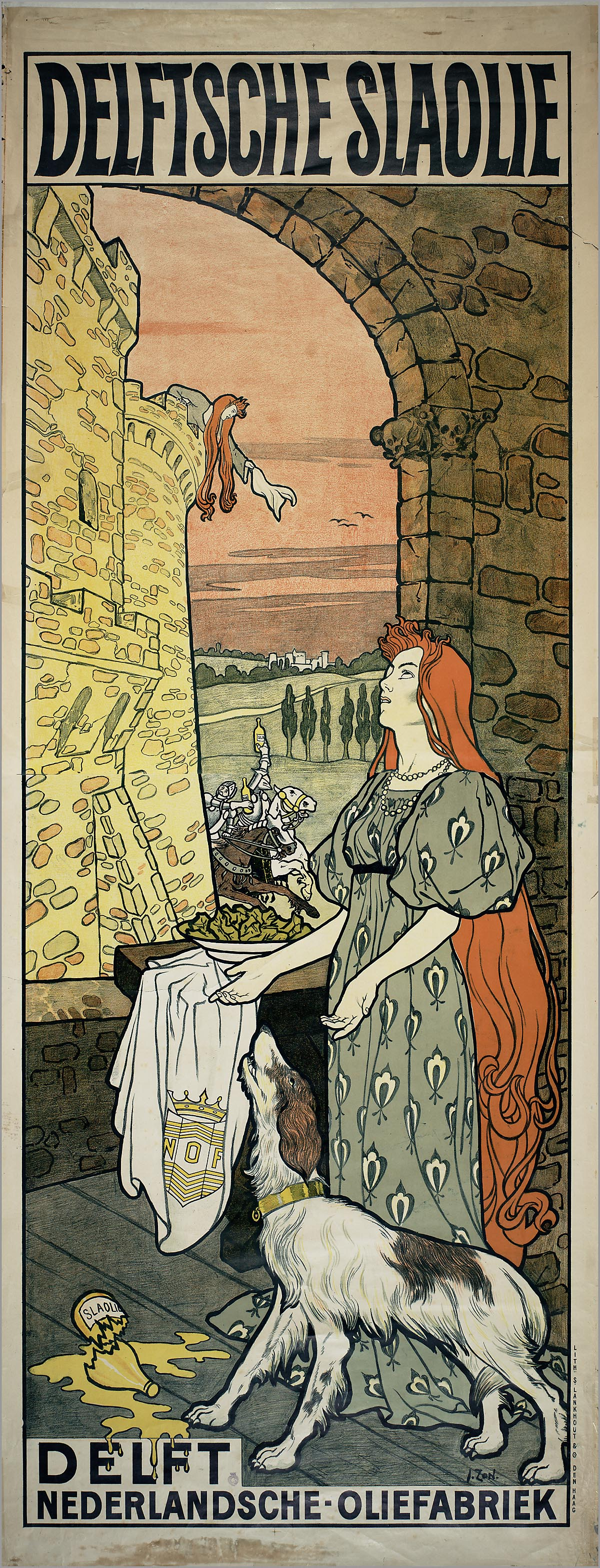
Affiche. Delftsche Slaolie; Delft Nederlandsche oliefabriek, Jacques Zon (januari 1900).
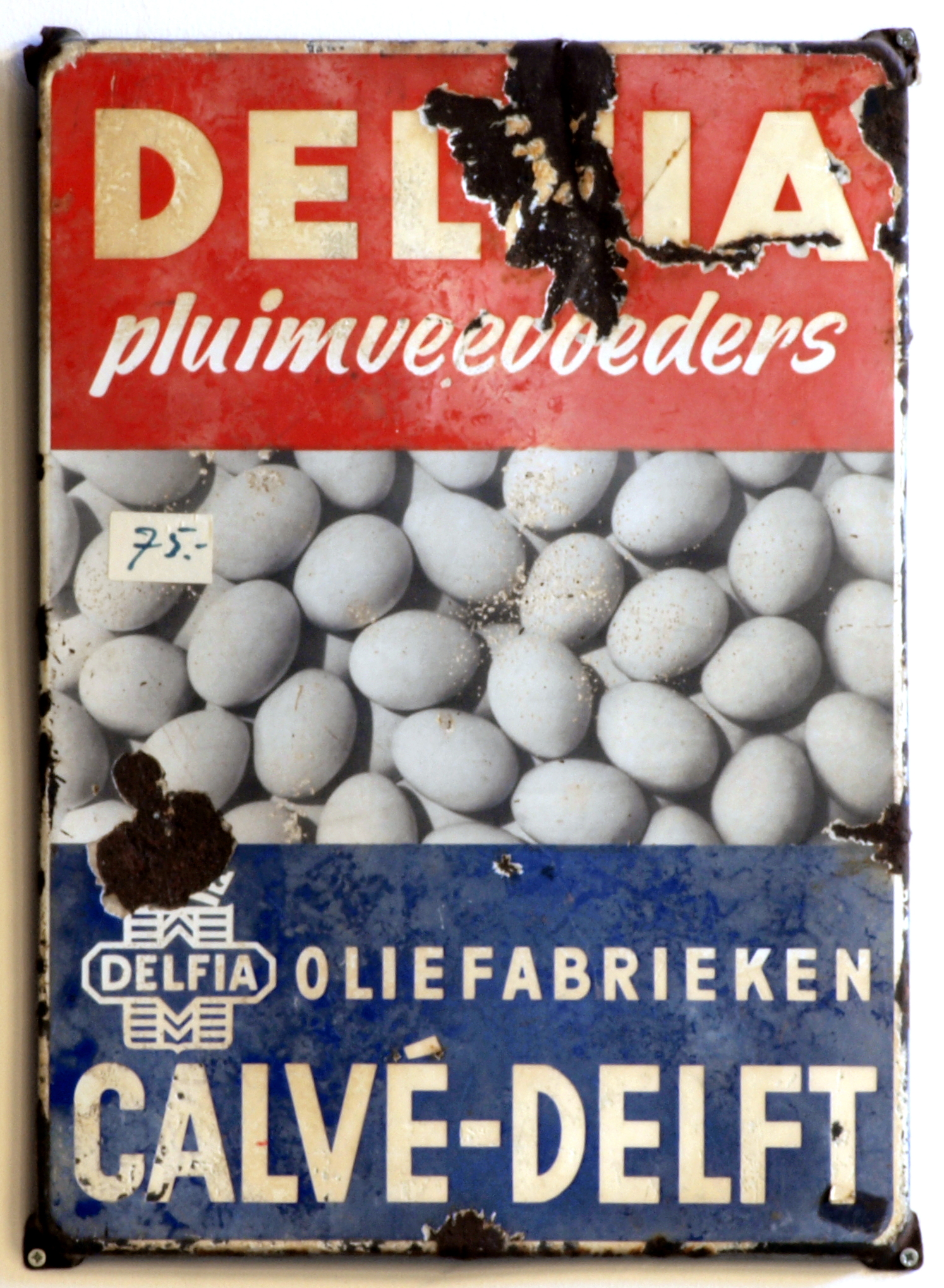
Reclameplaat in emaille, Den Hartogh Ford Museum.
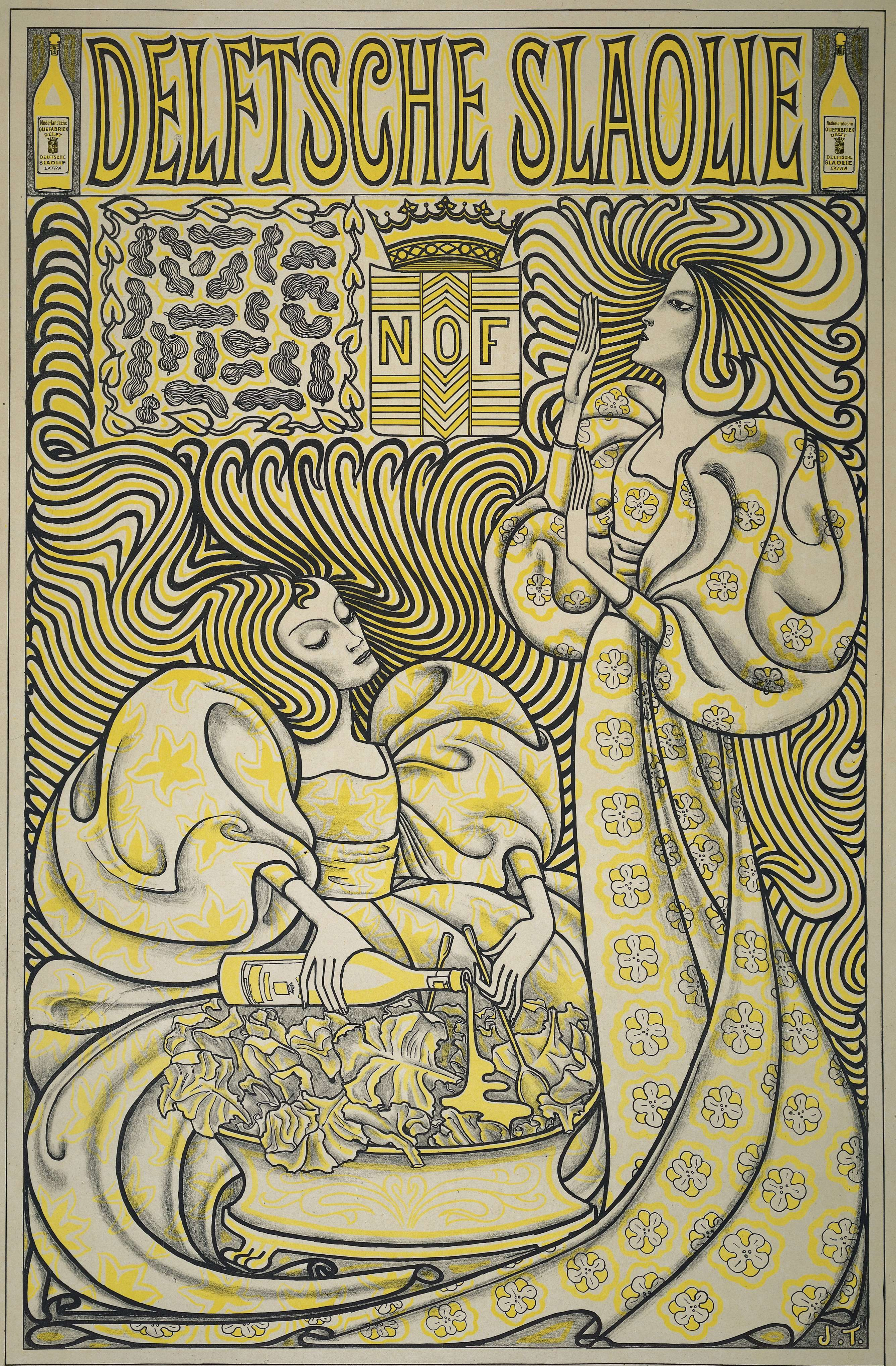
Affiche van Jan Toorop voor de slaolie van de Nederlandsche Oliefabriek (1893).

## Producten
Enkele producten die onder de merknaam Calvé in Delft werden geproduceerd:
- pindakaas
- (maaltijd)sauzen (begonnen met Delftsche slaolie) waarvan vooral de mayonaise bekend is.
- soep
- borrelnootjes (een merknaam die soortnaam geworden is, en inmiddels verkocht is aan Duyvis)

## Trivia
- In de regio waren de aanduidingen "Calvé-brug(getje)" (een houten ophaalbrug – in 2004 vervangen door de nieuwe Kolenhavenbrug – en "Calvé-fabriek" bij veel mensen een begrip.